# Казуо Мијагава
Казуо Мијагава (транслит. ; Кјото, 25. фебруар 1908 — Токио, 7. август 1999) био је јапански филмски сниматељ и директор фотографије. Најпознатији је по коришћењу динамичких кадрова (фар кадрова, енгл. tracking shots) у филму Рашомон (1950) тада непознатог редитеља Акире Куросаве. Сарађивао је и са другим угледним јапанским редитељима као што су Кенџи Мизогучи (Легенда о Угецуу, 1953), Јасуџиро Озу (Плутајућа трава, 1959) и Кон Ичикава (Олимпијада у Токију, 1965), „стекавши тако углед најпознатијег јапанског сниматеља, једнако успешног и у класичном и у широком формату, као и у црно-белој или колор-техници“ и најзаслужнији је за особен визуелни стил послератног јапанског филма.
Својом сниматељском вештином значајно је допринео наглој популаризацији јапанске кинематографије у свету. Мијагава је у Рашомону, уз контрастну црно-белу фотографију и дискретне вожње камером, користио и огледала како би камером директно хватао светлост, а велик број сцена је снимао са неколико камера истовремено како би дочарао различите углове гледања.Први је филмски сниматељ који је у неком филму усмерио камеру директно према сунцу. У Мијагавине иновације спада и коришћење црне воде за дочаравање капљица кише (што је давало посебан визуелни идентитет филму).
У Мизогучијевој „Легенди о Угецуу“ успешно је комбиновао реалистичку и фантазмагоричну атмосферу, нарочито у сцени пловидбе језером, када бродови израњају из магле одајући утисак натприродног.

## Филмографија
- Рашомон (1950)
- Легенда о Угецуу (1953)
- Жена о којој се прича (1954)
- Интендант Саншо (1954)
- Легенда о распетим љубавницима (1954)
- Млађи брат (1960)
- Телесна стража (1961)
- Олимпијада у Токију (1965)
- Кагемуша (1980) — супервизор сниматељске екипе